# Flughafen San Luis Potosí

i8
i11
i13
Der Flughafen San Luis Potosí (spanisch Aeropuerto Internacional de San Luis Potosí, IATA-Code: SLP, ICAO-Code: MMSP) ist ein Verkehrsflughafen bei der Großstadt San Luis Potosi im gleichnamigen Bundesstaat in Zentralmexiko. Der Flughafen wurde nach Ponciano Arriaga (1811–1865) benannt, einem mexikanischen Anwalt und Politiker, der die verfassungsmäßige Regierung des damaligen Präsidenten Benito Juárez unterstützt hatte und in dieser Stadt geboren wurde.

## Lage
Der Flughafen San Luis Potosí befindet sich im zentralmexikanischen Hochland etwa 350 km (Luftlinie) nordwestlich von Mexiko-Stadt in einer Höhe von ca. 1840 m.

## Passagierzahlen
Im Jahr 2019 wurden erstmals ca. 650.000 Passagiere abgefertigt. Danach erfolgte ein deutlicher Rückgang infolge der COVID-19-Pandemie.

## Frachtaufkommen
Der Flughafen hat einen hohen Anteil an Frachtflügen, da die Region der Standort der Automobilindustrie ist. ThyssenKrupp, Daimler AG und Continental AG sind dort mit großen Betrieben vertreten. Die FedEx, ein weltweit operierendes US-amerikanisches Kurier- und Logistikunternehmen hat dort ihr Drehkreuz für Luftfracht. Der Flughafen verfügt über eine Cargoplattform mit mehr als 16.000 m² an dem drei Frachtflugzeuge gleichzeitig abgefertigt werden können.